# Södermanlands runinskrifter 74
Södermanlands runinskrifter 74 är en vikingatida runsten väster om Ålsäter vid Kolsnarens sydöstra ände i Västra Vingåkers socken och Vingåkers kommun i Södermanland. Stenen är av granit, 175 cm hög, 120 cm bred och upp till 28 cm tjock. Runslingan är 9-11 cm bred. Stenen lagades med cement och restes på ny plats år 1942.

## Inskriften
Translitterering av runraden:
¤ þuraaR : raisti : stain : þansi : at : sun : sin : kurR : auk : kiarþi : sbankaR : ufiR · sun :
Normalisering till runsvenska:
ÞoriR(?)/ÞorgæiRR(?) ræisti stæin þannsi at sun sinn Gorm/Gyrðr(?) ok gærði spangaR yfiR sun.
Översättning till nusvenska:
Torer reste denna sten efter sin son Gyrd och gjorde spänger över sonen.